# إرنست كينغ
إرنست كينغ (بالإنجليزية: Ernest King)‏ (و. 1878 – 1956 م) هو ضابط أمريكي، ولد في لورين، ويحمل رتبة عسكرية جنرال الجيش الأمريكي، توفي في بورتسموث، عن عمر يناهز 78 عاماً، بسبب نوبة قلبية.

## مناصب
تولى منصب رئيس العمليات البحرية (2 مارس 1942–15 ديسمبر 1945).

## التعليم
تعلم في كلية الحرب البحرية.

## الخدمة العسكرية
خدم في بحرية الولايات المتحدة.

## جوائز
حصل على جوائز منها:
- وسام فارس الصليب الأعظم
- وسام الصليب الأكبر لجوقة الشرف
- ميدالية الكونغرس الذهبية
- صليب البحرية
- Grand Officer of the Order of the Crown ‏
- ميدالية النصر في الحرب العالمية الثانية  [لغات أخرى]‏.

## روابط خارجية
- إرنست كينغ على موقع الموسوعة البريطانية (الإنجليزية)
- إرنست كينغ على موقع مونزينجر (الألمانية)
- إرنست كينغ على موقع إن إن دي بي (الإنجليزية)